# Anatopynia flavipes
Anatopynia flavipes är en tvåvingeart som först beskrevs av Freeman 1959.  Anatopynia flavipes ingår i släktet Anatopynia och familjen fjädermyggor. Inga underarter finns listade i Catalogue of Life.